# Лазовский, Никита Андреевич
Никита Андреевич Лазовский (бел. Мікіта Андрэевіч Лазоўскі; род. 16 августа 1999, Минск) — белорусский футболист, вратарь.

## Клубная карьера
Футболом начал заниматься в минском РЦОР-БГУ. В юном возрасте попал в состав минского «Динамо». В 2017 году начал играть за дубль клуба, а затем начал привлекаться в основную команду. В апреле 2019 года был отдан в аренду в клуб Второй лиги «Ошмяны-БГУФК», где был вторым голкипером и помог команде выйти в Первую лигу.
В марте 2020 года после просмотра стал игроком «Смолевичей». Сезон 2020 начал в дубле. 3 июля 2020 года дебютировал в Высшей лиге, отыграв все 90 минут в матче против «Динамо-Брест» (3:3). В декабре 2020 года покинул «Смолевичи».
В начале 2021 года сосредоточился на игре в пляжный футбол, но позже вернулся в дубль минского «Динамо», где играл до конца сезона 2021.

## Статистика
| Сезон | Дивизион | Клуб           | Страна        | Матчи | Голы |
| ----- | -------- | -------------- | ------------- | ----- | ---- |
| 2017  | дубль    | Динамо (Минск) | Флаг Беларуси | 5     | −2   |
| 2018  | дубль    | Динамо (Минск) | Флаг Беларуси | 16    | −6   |
| 2019  | Д3       | Ошмяны-БГУФК   | Флаг Беларуси | 8     | −4   |
| 2020  | Д1       | Смолевичи      | Флаг Беларуси | 6     | −21  |
| 2021  | дубль    | Динамо (Минск) | Флаг Беларуси | 5     | −5   |